# Йохан Якоб фон Мьоршперг-Бефорт
Йохан Якоб фон Мьоршперг-Бефорт (на немски: Johann Jakob, Freiherr von Mörsperg/Mörsberg-Belfort; * 1520; † сл. 18 януари 1588) е фрайхер на Мьоршперг/Мьорсперг-Бефорт в Южен Елзас (Зундгау).
Той е син на фрайхер Йохан Якоб фон Мьоршперг-Бефорт († 1534) и съпругата му Маргарета фон Фюрстенберг (1489 – 1571), дъщеря на граф Волфганг I фон Фюрстенберг (1465 – 1509) и Елизабет фон Золмс-Браунфелс (1469 – 1540). Внук е на фрайхер (от 1488) Каспар фон Мьоршперг, господар на Белфорт, фогт на Долен Елзас († 1511) и Хелена фон Валдбург, дъщеря на граф Еберхард I фон Валдбург-Зоненберг (1424 - 1479) и графиня Кунигунда фон Монфор-Тетнанг († сл. 1463).

## Фамилия
Йохан Якоб фон Мьоршперг-Бефорт се жени на 7/17 юли юни 1538 г. във Вайсенхорн за Регина Фугер (* 15 февруари 1519; † 16 септември 1550 в Лихтентал при Баден-Баден), дъщеря на банкера граф Раймунд Фугер фон Кирхберг-Вайсенхорн (1489 – 1535) и Катарина Турцо де Бетленфалва (1488 – 1535). Те имат децата:
- Хиронимус фон Мьоршперг-Бефорт († 12 април 1614), женен 1575 г. за Мария фон Хайдек (* 3 юли 1553; † 26 септември 1626), дъщеря на генерал фрайхер Ханс V фон Хайдек (1500 – 1554) и графиня Елизабет фон Раполтщайн (1523 – 1577/сл. 1588)
- Якобея фон Мьоршперг-Бефорт, омъжена за Антон фон Бозио
- Карл Йохан фон Мьоршперг-Бефорт

Йохан Якоб фон Мьоршперг-Бефорт се жени втори път 1551 г. за Анна фон Фридинген. Бракът е бездетен.